# Jasper, Texas
Jasper är en stad i Jasper County, Texas, USA. Befolkningsantalet uppgick till 8 247 vid folkräkningen år 2000.
Orten blev ökänd den 7 juni 1998 då ett mord begicks på en man genom att binda honom efter en bil och därefter köra iväg så att han släpades efter bilen.